# Pauselijke Raad voor het Pastoraat in de Gezondheidszorg

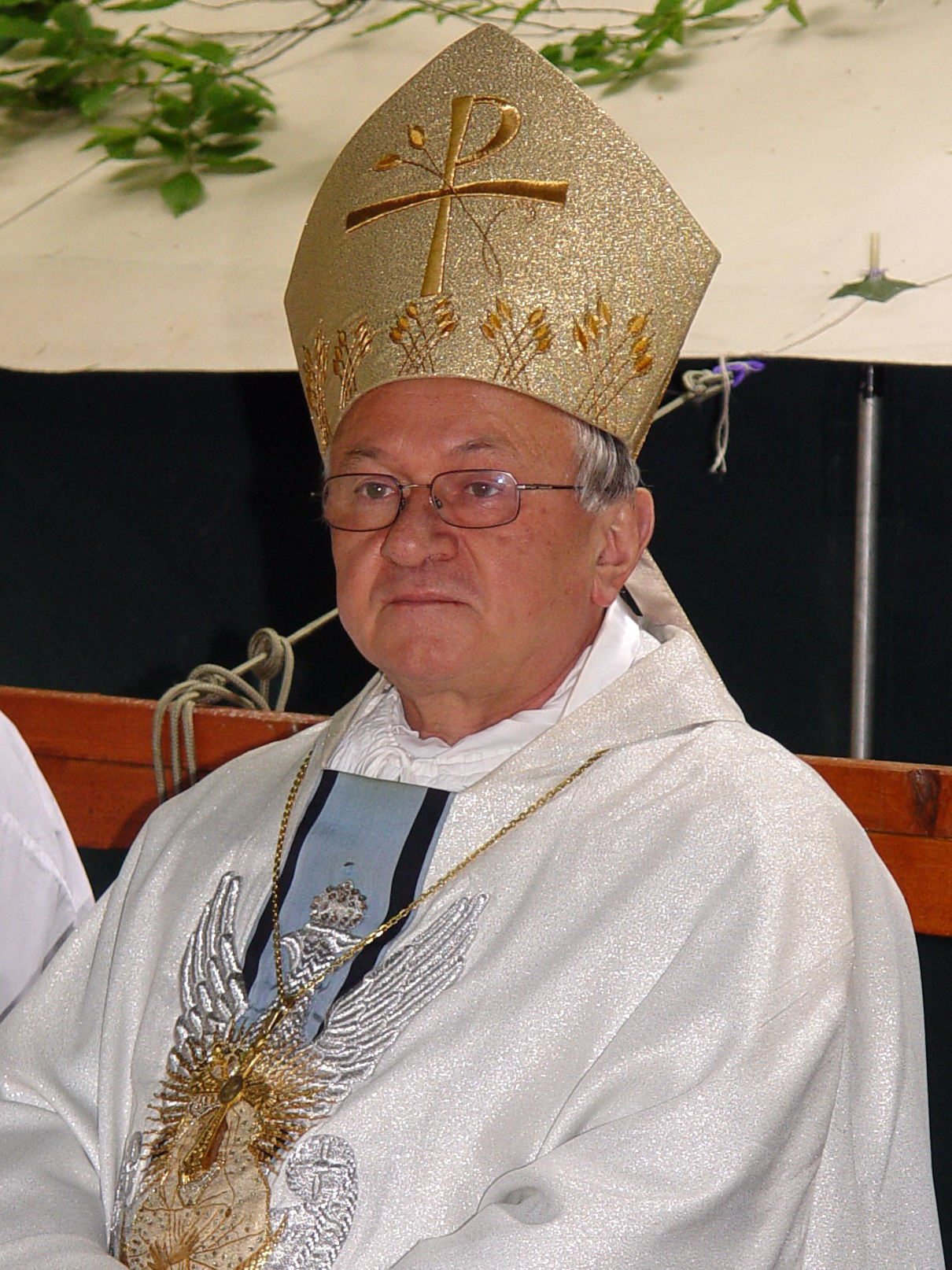
Aartsbisschop Zygmunt Zimowski, laatste voorzitter van de Raad

Pauselijke Raad voor het Pastoraat in de Gezondheidszorg was een instelling van de Romeinse Curie, die voortvloeide uit het motu proprio Dolentium Hominum van paus Johannes Paulus II van 11 februari 1985. De Raad was een voortzetting van de voormalige Pauselijke Commissie voor Pastorale Bijstand.
In de apostolische constitutie Pastor Bonus (1988) werden de taken van de Raad als volgt gedefinieerd:
Art. 152 - De Raad toont de zorg van de Kerk voor de zwakkeren door hen bij te staan die een dienst vervullen jegens de zieken en jegens hen die lijden, opdat het apostolaat van de barmhartigheid dat zij vervullen, passend aan de nieuwe wensen beantwoordt
Art. 153 § 1. Het komt de Raad toe, om de leer van de Kerk te verspreiden aangaande het geestelijke en het morele aspect van de ziekte alsook aangaande de betekenis van het lijden van de mens. § 2. Hij verschaft de particuliere Kerken ondersteunende hulp, dat de gezondheid-hulpverleners met spirituele zorg worden bijgestaan om volgens de christelijke leer hun inzet te kunnen vervullen, en ook dat aan hen, die op dit terrein van pastoraal werk actief zijn, het aan passende steun om hun eigen werk te kunnen uitoefenen, niet ontbreekt. § 3. Hij stimuleert ook het werk van studie en van actie, dat zowel Internationale Katholieke Verenigingen als ook andere instituten op dit domein op verschillende wijzen ijverig verrichten. § 4. Hij volgt zeer aandachtig de vernieuwingen op het gebied van de wetgeving en op het gebied van de wetenschappen wat de gezondheid aangaat, zodat met zijn advies daarmee in het pastorale werk van de Kerk opportuun rekening gehouden wordt.
Op 1 januari 2017 werd de raad opgeheven. De taken en bevoegdheden van de raad werden overgedragen aan de dicasterie voor de Bevordering van de Gehele Menselijke Ontwikkeling, die op 17 augustus 2016 ingesteld was.

## Lijst van voorzitters
- 1985–1996: Fiorenzo Angelini
- 1996–2009: Javier Lozano Barragán
- 2009–2016: Zygmunt Zimowski